# Waterline Square
Waterline Square är ett två hektar (fem acres) stort byggnadskomplex som ligger på Manhattan i New York, New York i USA. Byggnadskomplexet består av tre höghus.
Det kostade totalt 2,3 miljarder amerikanska dollar att uppföra Waterline Square.

## Byggnader
| Bild | Namn                   | Topphöjd | Våningar | Invigd | Typ      |
| ---- | ---------------------- | -------- | -------- | ------ | -------- |
|      | One Waterline Square   | 130,8    | 36       | 2019   | Bostäder |
|      | Two Waterline Square   | 121      | 38       | 2019   | Bostäder |
|      | Three Waterline Square | 119      | 34       | 2019   | Bostäder |